# Gura Besi
Gura Besi was een held uit de mythologie van het eiland Biak in de Indonesische provincie Papoea. Dankzij zijn tochten naar het westen werden de Raja Ampat Eilanden ten westen van Papua door inwoners van Biak gekoloniseerd. De mythe rond Gura Besi berust deels op historische feiten.
Gura Besi belandde aan het hof van de eerste sultan van het specerijeneilandje Tidore in de Molukken. Deze eerste sultan, Jamaluddin, die regeerde van 1495 tot 1512, werd overvallen door een overmacht van prauwen van een oorlogsvloot uit Jailolo op Halmahera. Gura Besi versloeg de vloot dankzij zijn moed en strategisch inzicht. De dankbare sultan gaf zijn dochter, prinses Boki Tabai, aan Gura Besi ten huwelijk, en gaf de eilanden tussen de Molukken en Papoea, de Raja Ampat Eilanden, aan Gura Besi cadeau. Wel bleef Gura Besi aan de sultan van Tidore schatplichtig.
Gura Besi vestigde zich met Boki Tabai op het noordelijke eiland van de Raja Ampat Eilanden, Waigeo. Het stel kreeg vier zonen, die later ieder een van de vier eilanden van de eilandengroep in bezit zouden krijgen, namelijk de eilanden Waigeo, Batanta, Salawati en Misool. De eilandengroep ontleent hieraan de naam Raja Ampat Eilanden: Viervorsten-eilanden.
De schatplichtigheid van de eilanden en grote delen van Papoea aan de sultan van Tidore werd tussen 1948 en 1962 door de president van Indonesië Soekarno gebruikt als argument om de Indonesische claims op het gebied te ondersteunen. De Raja Ampat Eilanden behoorden tot 1962 bij Nederlands-Nieuw-Guinea, maar werden in 1963 onderdeel van de Indonesische provincie Westelijk Nieuw-Guinea, tegenwoordig Papoea.